# سلامتك (برنامج تلفزيوني)
برنامج سلامتك هو برنامج توعوي بنكهة وروح عربية يقدم نصائح وإرشادات صحية تتماشى مع توجهات ومعايير المنظمات الدولية في تحقيق الصحة والسلامة في قالب توعوي عفوي يحاكي الأصحاء على وجه الخصوص وأفراد المجتمع عمومًا.أنتج سنة 1980 بقرار من وزارات الصحة الخليجية. وتم إنتاج أربعة أجزاء منه خلال تلك الفترة وكان لها تأثير كبير في الوعي الصحي لكل أسرة في المجتمع.
ويهدف البرنامج إلى زيادة وعي المجتمع حول كيفية الوقاية الصحية والتصرف أثناء وقوع الخطر، إلى جانب إرشاد المجتمع للطرق الصحية للمحافظة على الصحة الجسدية والعقلية والروحية من الأمراض والأخطار مع مراعاة ظروف البيئة والأعراف والتقاليد الإجتماعية والتعاليم الإسلامية. بالإضافة إلى أن البرنامج يسعى إلى تعزيز دور وزارات الصحة الخليجية في التنمية الصحية المستدامة . 

## الممثلون
1. علي المفيدي
2. خليل الرفاعي
3. فخري عودة
4. رجاء محمد
5. زينب الضاحي
6. عبدالله الأستاذ
7. كاظم الزامل
8. لينا الباتع
9. عبد الناصر الزاير
10. غانم السليطي
11. كاظم القلاف
12. عبد الرحمن العقل
13. طارق العلي
14. صادق الدبيس
15. عبير الجندي
16. غازي حسين
17. أمل عبد الكريم
18. عبد الناصر الزاير
19. يوسف بوهلول
20. علي التميمي
21. ناجية الربيع
22. فرح علي
23. محمد المنيع
24. محمد حسن
25. لطيفة المجرن
26. أحمد السلمان
27. بكر الشدي
28. عبد المحسن النمر
29. جعفر الغريب
30. علي إبراهيم
31. سعيد قريش
32. مريم زيمان
33. منى عبد المجيد
34. خالد امين
35. أحمد الجسمي
36. فهد العبد المحسن
37. علي إبراهيم